# Giovanni Avanti
Giovanni Avanti (Belmonte Mezzagno, 14 novembre 1961) è un politico italiano.

## Biografia
È parente dell’ex ministro Saverio Romano.
È stato eletto al Consiglio Comunale di Palermo nel 1993 per la Democrazia Cristiana e nel 1997 per il CDU.
È stato vicepresidente del Consiglio comunale dal 1997 al 2000.
Nel 2001 è candidato all'ARS con il CDU raccogliendo 4.541, non risultando eletto.
Nello stesso anno (2001) viene nominato dal nuovo sindaco di Palermo, Diego Cammarata, assessore all’Ambiente e all’Edilizia.
Nel 2002 aderisce al neonato UDC.
Nel dicembre 2005 rassegna le dimissioni da assessore comunale al fine di candidarsi alle elezioni regionali.
Tuttavia alle elezioni regionali del 2006, candidato con l'UDC nel collegio di Palermo, raccoglie 9.106 preferenze, risultando il primo dei non eletti.
Nel mese di settembre del 2006 torna nella giunta del sindaco di Palermo Diego Cammarata, venendo nominato nuovamente assessore all’ambiente.
Tra il giugno 2007 e il giugno 2008 è stato assessore provinciale, nella giunta Musotto.
Dal 2008 al 2013 è stato Presidente della Provincia di Palermo.
Abbandonata l’attività politica, attualmente si dedica alla ristorazione.

## Procedimenti Giudiziari
Nel 2014 ha patteggiato una condanna a un anno e otto mesi con l'accusa di bancarotta.
Nel 2015 la Sezione Giurisdizionale della Corte dei conti per la Sicilia lo ha condannato a risarcire la somma di 11.191 euro, oltre rivalutazione e interessi, per una trasferta negli Stati Uniti, effettuata dal 4 al 14 novembre 2012.